# North Acomita Village
North Acomita Village és una concentració de població designada pel cens dels Estats Units a l'estat de Nou Mèxic. Segons el cens del 2000 tenia 288 habitants.

## Demografia
Segons el cens del 2000, North Acomita Village tenia 288 habitants, 90 habitatges, i 63 famílies. La densitat de població era de 39,9 habitants per km².
Dels 90 habitatges en un 32,2% hi vivien nens de menys de 18 anys, en un 41,1% hi vivien parelles casades, en un 20% dones solteres, i en un 30% no eren unitats familiars. En el 24,4% dels habitatges hi vivien persones soles el 7,8% de les quals corresponia a persones de 65 anys o més que vivien soles. El nombre mitjà de persones vivint en cada habitatge era de 3,2 i el nombre mitjà de persones que vivien en cada família era de 3,87.
Per edats la població es repartia de la següent manera: un 29,5% tenia menys de 18 anys, un 10,1% entre 18 i 24, un 26% entre 25 i 44, un 24,7% de 45 a 60 i un 9,7% 65 anys o més.
L'edat mediana era de 34 anys. Per cada 100 dones de 18 o més anys hi havia 76,5 homes.
La renda mediana per habitatge era de 24.375 $ i la renda mediana per família de 25.000 $. Els homes tenien una renda mediana de 26.250 $ mentre que les dones 20.000 $. La renda per capita de la població era de 10.569 $. Aproximadament el 36,2% de les famílies i el 33,2% de la població estaven per davall del llindar de pobresa.

## Poblacions més properes
El següent diagrama mostra les poblacions més properes.